# (19543) Burgoyne
(19543) Burgoyne (1999 JR30) – planetoida z grupy pasa głównego asteroid okrążająca Słońce w ciągu 3,34 lat w średniej odległości 2,23 j.a. Odkryta 10 maja 1999 roku.